# Municipio de St. John (Misuri)
El municipio de St. John (en inglés: St. John Township) es un municipio ubicado en el condado de Nueva Madrid en el estado estadounidense de Misuri. En el año 2010 tenía una población de 77 habitantes y una densidad poblacional de 0,46 personas por km².

## Geografía
El municipio de St. John se encuentra ubicado en las coordenadas 36°35′33″N 89°25′19″O / 36.59250, -89.42194. Según la Oficina del Censo de los Estados Unidos, el municipio tiene una superficie total de 166.11 km², de la cual 141,46 km² corresponden a tierra firme y (14,84 %) 24,65 km² es agua.

## Demografía
Según el censo de 2010, había 77 personas residiendo en el municipio de St. John. La densidad de población era de 0,46 hab./km². De los 77 habitantes, el municipio de St. John estaba compuesto por el 100 % blancos. Del total de la población el 3,9 % eran hispanos o latinos de cualquier raza.